# 池中康雄
池中 康雄（いけなか やすお、1914年 - 1992年3月14日）は、元マラソン選手、元日本陸上競技連盟オリンピック代表コーチ。大分県中津市出身で1935年にマラソンの世界記録を打ち立てている。

## 略歴
池中は旧制中津中学校(現在の大分県立中津南高等学校）を経て、1932年東洋大学専門部に入学と同時に東洋大学陸上競技部へ入部、その翌年に東洋大学は東京箱根間往復大学駅伝競走初出場を果たす。1935年には東洋大学予科へ入学、この年に池中は世界記録を樹立する。1937年3月文学部卒。1938年には東洋大学本科へ入学する。この間、箱根駅伝には1933年、1934年、1935年、1936年、1937年、1940年の合計6回出場を果たしている。1935年には山登りの5区で区間賞を獲得し、同チームの黎明期の名ランナーとして知られている。
1945年に郷里へ戻り、母校である旧制中津中学校の教員となる。第二次世界大戦後は、日本陸上競技連盟五輪代表コーチなどを歴任したほか、障害者スポーツの発展にも尽くした。また、多くの新人を発掘できるマラソン大会の開催を提唱、現在ではマラソン代表への登竜門となっている、別府大分マラソンを創設したことでも知られる。
1992年3月14日、中津市の病院で脳血栓のため77歳で逝去。日本の陸上競技の発展に尽くした池中康雄の功績を称える石碑が日豊本線東中津駅近くにある。

## 幻の五輪代表
東洋大学陸上競技部に所属していた1935年4月3日、東京・明治神宮外苑競技場を発着点として開催された1936年ベルリンオリンピックマラソン代表候補挑戦競技会において、アメリカのアルバート・マイケルセンが1925年に樹立した2時間29分02秒の記録を2分18秒上回る2時間26分44秒の世界最高記録で優勝した。同年11月3日の明治神宮体育大会のマラソンで池中の記録は孫基禎（2時間26分42秒）に更新されたが、同大会後にベルリンオリンピックマラソン代表候補とされた。しかし、弟が大病に冒され、池中が大量の献血をしなければならなくなり、1936年5月21日に行われたベルリンオリンピックマラソン最終選考会では途中棄権となった。
ベルリンオリンピックの次に開催されることになった1940年東京オリンピックでは、危なげない走りで再度マラソン代表の座を射止めたが、日中戦争の影響で東京オリンピックが開催権返上、そして代替開催となるはずだったヘルシンキオリンピックも第二次世界大戦の勃発により中止となり、オリンピックには出場できないまま、現役を引退した。このことから「幻の五輪代表」という異名で呼ばれることもある。